# Гхакараму

Гхакараму

Гхакараму — ఘ, гха, 17-я буква слогового алфавита телугу, обозначает придыхательный звонкий велярный взрывной согласный, графически наиболее близка букве ఫ. В названии కారం (cāram) означает буквально «буква», «-му» — суффикс существительного, опускаемый в санскрите, но обязательный в телугу.
Надстрочный надстрочный контактный диакритический знак (надстрочная часть буквы) в виде «✓» называется талакатту и обозначает короткий гласный «а» (аналогично క, గ — «ка», «га» или చి, చు — «чи», «чу» (в последнем случае талакатта сохраняется, но не произносится)). Буква относится к шести согласным алфавита телугу, у которых такалатту пишется в левой позиции отдельно от буквы. При этом гхакараму является исключением из своего класса: это единственная буква из шестерки, у которой талакатту сохраняется на письме при соединении с другими гласными (но не произносится), а другие диакритические знаки добавляются в правой позиции к последнему завитку буквы. У всех остальных диакритика заменяет талакатту. Эта исключительность не случайна, поскольку гхакараму единственная из шестерки оканчивается на элемент в виде крючка (ు) свободный от талакатту. Таких букв в алфавите еще три, но в отличие от гхакараму они пишутся с талакатту присоединенной к телу буквы (ఝ, మ и య).
Другим исключительным свойством буквы является то, что диакритические знаки для звуков /-i/-ī/ и дифтонгов гхакараму принимает в центральной позиции теряя талакатту.
Гунинтам:
| అ | ఆ | ఇ | ఈ | ఉ | ఊ | ఋ | ౠ | ఌ | ౡ | ఎ | ఏ | ఐ | ఒ | ఓ | ఔ | అఁ | అం | అః | без гласной |
| - | - | - | - | - | - | - | - | - | - | - | - | - | - | - | - | - | - | - | ----------- |
| ఘ | ఘా | ఘి | ఘీ | ఘు | ఘూ | ఘృ | ఘౄ | ఘౢ | ఘౣ | ఘె | ఘే | ఘై | ఘొ | ఘో | ఘౌ | ఘఁ | ఘం | ఘః | ఘ్           |

Акшара-санкхья — 4 (четыре).